# سد کلانویلیام
سد کلانویلیام (به لاتین: Clanwilliam Dam) یک سد در آفریقای جنوبی است که در کیپ غربی واقع شده‌است.